# Gentianella sandiana
Gentianella sandiana är en gentianaväxtart som först beskrevs av Margaret Clark Gillett, och fick sitt nu gällande namn av Guy L. Nesom. Gentianella sandiana ingår i släktet gentianellor, och familjen gentianaväxter. Inga underarter finns listade i Catalogue of Life.